# Adam Roarke
Adam Roarke (8. srpna 1937 Brooklyn, New York – 27. dubna 1996 Euless, Texas), vlastním jménem Richard Jordan Gerler, byl americký herec. Ve světě filmu zpočátku používal též jméno Jordan Grant, po podpisu smlouvy s Universal Studios v roce 1957 si jej změnil, neboť studio mělo již jednu smlouvu s panem Grantem (konkrétně s Carym Grantem).
Svoji hereckou kariéru začal na konci 50. let 20. století, během 60. let se objevil například v seriálech The Virginian, Alfred Hitchcock Presents nebo The Road West. V pilotní epizodě „Klec“ sci-fi seriálu Star Trek ztvárnil roli komunikačního důstojníka Garrisona. Začal dostávat role ve filmech, hrál např. ve westernu El Dorado (1966), v kultovním snímku Hells Angels on Wheels (1967) po boku Jacka Nicholsona, či filmu Dirty Mary a Crazy Larry (1974) s Peterem Fondou. Během natáčení filmu V roli kaskadéra (1980) musel být hospitalizován s deliriem tremens a protože se zvěsti o jeho alkoholismu po Hollywoodu rozšířily, jeho herecká kariéra téměř skončila. V průběhu následujících 16 let se objevil již pouze v několika menších filmech. V roce 1996 zemřel ve věku 58 let na infarkt myokardu.